# Microgastra
Microgastra is een monotypisch geslacht uit de familie Plurellidae en de orde Phlebobranchia uit de klasse der zakpijpen (Ascidiacea).

## Soorten
- Microgastra granosa (Sluiter, 1904)